# Gebäude-Elektromobilitätsinfrastruktur-Gesetz
Das Gebäude-Elektromobilitätsinfrastruktur-Gesetz (GEIG) ist ein deutsches Bundesgesetz, das den Ausbau der Leitungs- und Ladeinfrastruktur für die Elektromobilität bei zu errichtenden und bestehenden Gebäuden bundesweit einheitlich regelt. Es soll einen Beitrag zur Dekarbonisierung des Verkehrssektors leisten.

## Einführung
Das Gebäude-Elektromobilitätsinfrastruktur-Gesetz vom 18. März 2021 (BGBl. 2021 I S. 354) dient der Umsetzung von Artikel 8 Absatz 2 bis 6 der Richtlinie (EU) 2018/844 des Europäischen Parlaments und des Rates vom 30. Mai 2018 zur Änderung der Richtlinie 2010/31/EU über die Gesamtenergieeffizienz von Gebäuden und der Richtlinie 2012/27/EU über Energieeffizienz.

## Inhalt
Das am 25. März 2021 in Kraft getretene Gesetz gilt für neue Wohngebäude (einschließlich Wohn-, Alten- und Pflegeheimen) sowie neue Nichtwohngebäude (z. B. Hotels, Krankenhäuser, Schulen und Museen) oder größere Bestandsgebäude im Zuge einer Sanierung. Es betrifft keine Bauanträge, Anträge auf bauaufsichtliche Zustimmung und Bauanzeigen, die vor Inkrafttreten des GEIG erfolgt sind (§ 16 GEIG).
Für Wohn- und Nichtwohngebäude ist eine Leitungsinfrastruktur anzulegen. Diese umfasst die bauliche Vorrüstung für die Verlegung von Elektro- und Datenleitungen sowie ausreichende Installationsräume für intelligente Mess- und Lademanagementsysteme. Zur Ladeinfrastruktur gehören Installationseinrichtungen wie Umspann-, Schalt- und Verteileranlagen, Verbrauchererfassungen oder Sicherungselemente (§ 4 GEIG).

### Wohngebäude
Künftig muss bei Neubauten eines Wohngebäudes mit mehr als fünf PKW-Stellplätzen oder im Zuge einer umfangreichen Sanierung eines Wohngebäudes mit mehr als zehn PKW-Stellplätzen jeder Stellplatz mit Schutzrohren für Elektrokabel ausgestattet sein (§ 6 GEIG; § 8GEIG).

### Nichtwohngebäude
Bei neuen Nichtwohngebäuden besteht die Pflicht erst ab sechs Stellplätzen. Es muss jeder dritte mit einer Leitungsinfrastruktur ausgestattet sein (§ 7 GEIG). Zudem muss zusätzlich ein Ladepunkt errichtet werden. Bei bestehenden Nichtwohngebäuden mit mehr als 20 Stellplätzen muss ab 1. Januar 2025 ein Ladepunkt errichtet werden (§ 10 GEIG).

### Ausnahmen
Auf Nichtwohngebäude, die sich im Eigentum von kleinen und mittelständischen Unternehmen befinden und vorwiegend selbst genutzt werden, ist das GEIG nicht anwendbar (§ 1 Abs. 2 GEIG).
Bei Sanierungen bestehender Gebäude, bei welchen die Kosten für die Lade- und Leitungsinfrastruktur sieben Prozent der Gesamtkosten übersteigen, sind die Vorschriften über bestehende Gebäude (§§ 8 bis 10 GEIG) nicht anzuwenden (§ 14 Abs. 1 GEIG). Öffentliche Gebäude, die bereits nach anderen EU-Vorschriften vergleichbaren Anforderungen unterliegen, sind von der Anwendung der §§ 6 bis 10 GEIG ausgenommen (§ 14 Abs. 2 GEIG).
Mit der Quartierslösung können mehrere Bauherrn oder Eigentümer unter Beteiligung von Energieversorgungsunternehmen gemeinsame schriftliche Vereinbarungen über eine Ausstattung von Stellplätzen mit Leitungsinfrastruktur oder Ladepunkten treffen (§ 12 GEIG).